# Oreste Biancoli
Oreste Biancoli (* 20. Februar 1897 in Bologna; † 25. November 1971 in Rom) war ein italienischer Drehbuchautor und Filmregisseur.

## Leben
Biancoli studierte Rechtswissenschaften und arbeitete zwischen 1919 und 1926 als Journalist in der Redaktion des Il Resto del Carlino. Dann schrieb er für verschiedene Medien und begann 1928, für das Theater zu arbeiten; oft in Kooperation mit Dino Falconi verfasste er zahlreiche Komödien, die von diversen Theatertruppen aufgeführt wurden und auf großes Interesse stießen. Bald schrieben sie für Mario Mattòli, unter dem Vittorio de Sica und Umberto Melnati spielten. Nach dem Zweiten Weltkrieg verlegten Biancoli und Falconi sich auf politische Satiren.
Parallel zu seiner Theaterarbeit hatte Biancoli 1930 ein erstes Drehbuch für die Leinwand geschrieben: Il richiamo del cuore wurde 1930 verfilmt. Ab 1932 schrieb er für zahlreiche Filme, darunter Klassiker wie Der Bandit, Fahrraddiebe – die Beteiligten wurden 1949 mit dem Nastro d’Argento ausgezeichnet – oder Don Camillo und Peppone (ohne Erwähnung), aber auch viele Genreware, bis er sich 1964 von der Arbeit zurückzog.
Biancoli drehte auch etwa zehn Filme in eigener Regie; einer davon lieb unvollendet und keiner hinterließ nachhaltige Spuren in der italienischen Filmgeschichte.

## Filmografie (Auswahl)
- 1930: Il richiamo del cuore
- 1937: Stasera alle 11 (auch Regie)
- 1940: Piccolo alpino (Drehbuch und Regie)
- 1946: Bandito (Der Bandit) (Il bandito)
- 1948: Fahrraddiebe (Ladri di biciclette)
- 1952: Don Camillo und Peppone (Le petit monde de Don Camillo)
- 1952: Männer ohne Tränen (La voce del silenzio)
- 1954: Das ewige Lied der Liebe (Nel gorgo del peccato)
- 1954: Begegnung in Rom (Una parigina a Roma)
- 1957: Der Sohn des Scheik (Los amantes del desierto)
- 1960: Maciste, der Rächer der Pharaonen (Maciste nella valle dei re)
- 1961: Maciste, der Sohn des Herkules (Maciste nella terra dei ciclopi)
- 1961: Maciste in der Gewalt des Tyrannen (Maciste alla corte del Gran Khan)
- 1962: Marco Polo
- 1962: Maciste, der Rächer der Verdammten (Maciste all'inferno)
- 1962: Pontius Pilatus – der Statthalter des Grauens (Ponzio Pilato)
- 1964: Il ponte dei sospiri